# Metophthalmus kabylianus
Metophthalmus kabylianus is een keversoort uit de familie schimmelkevers (Latridiidae). De wetenschappelijke naam van de soort werd in 1906 gepubliceerd door Chobaut.